# Râul Țaia
Râul Țaia este un curs de apă, afluent al râului Cârlibaba. 

## Hărți
- Harta județului Suceava
- Munții Suhard  Arhivat în 16 decembrie 2009, la Wayback Machine.
- Obcinele Bucovinene  Arhivat în 30 iulie 2009, la Wayback Machine.